# Tuva-Lisa Johansson
Tuva-Lisa är en serie ungdomsromaner av de svenska författarna Anders Jacobsson och Sören Olsson. Serien handlar om den 12-åriga svenska flickan Tuva-Lisa Johansson, som snart fyller 13. Hennes föräldrar arbetar med teater, och hon har själv skrivit egna teaterpjäser och vill bli skådespelare. Tuva-Lisas kompis heter Jessica.
Bland teaterpjäserna som Tuva-Lisa skrivit finns bland andra "Ett vemodigt tillstånd av tråkighet", som handlar om en ensam gammal gubbe som tänker tillbaka på sitt liv som grönsakshandlare.

## På andra språk
- Finska: Iida-Liisa

## Böcker
| Titel                        | Utgivningsår |
| ---------------------------- | ------------ |
| Tuva-Lisa                    | 1992         |
| Tuva-Lisa och vindens son    | 1996         |
| Tuva-Lisa och anden i glaset | 2000         |